# Mac OS X v10.3
O Mac OS X 10.3 "Panther" é a quarta versão do sistema operacional Mac OS X da Apple Inc. para computadores desktop e servidor. Substituiu o Mac OS X 10.2 "Jaguar" e antecedeu o Mac OS X 10.4 "Tiger". A Apple Inc. libertou o Panther em 24 de outubro, 2003. O custo era de US$129 para uma licença de um único-usuário e US$ 199 para uma licença do tipo "Pacote Família " (5 computadores, 1 residência).

## Requisito do sistema
Por causa do novo formato de ROM necessário para o uso do sistema operacional Mac OS X 10.3 ("Panther"), alguns computadores mais antigos (Power Mac G3 e “Wall Street” PowerBooks G3) não conseguem instalar o Panther por padrão. Programas de terceiros como o XPostFacto podem auxiliar no processo de instalação ou atualização, do contrário, instalação ou atualizações do Jaguar não funcionaram.
Os requisitos do sistema são:
- PowerPC G3, G4, ou G5 processador (pelo menos 233 MHz)
- USB embutido (indicativo da presença do novo ROM)
- pelo menos 128 MB de RAM (512 MB recomendada)
- pelo menos 1.5 GB de espaço de disco rígido disponível
- drive de CD
- acesso à Internet com um provedor compatível (é necessário ter um iDisk e uma conta iMac)
- requisitos necessários para videoconferência:
  - 333 MHz ou superior PowerPC G3, G4, ou G5 de processador
  - acesso de Internet banda larga (100 kbit/s ou superior)
  - compatibilidade com FireWire DV, máquina fotográfica ou webcam

## Novos aplicativos
Apple lançou mais de 150 novas aplicações, incluindo:
- Finder
- Fast User Switching
- Exposé
- TextEdit
- Xcode Developer Tools
- Preview
- QuickTime
- Font Book
- FileVault
- iChat AV
- X11
- Safari
- Ferramentas para interoperabilidade com o Microsoft Windows
- Fax.

## Versões
| Mac OS X version | build | Data de Lançamento   | Informações                                   |
| ---------------- | ----- | -------------------- | --------------------------------------------- |
| 10.3.0           | 7B85  | 24 de outubro, 2003  | Lançamento                                    |
| 10.3.1           | 7C107 | 10 de novembro, 2003 |                                               |
| 10.3.2           | 7D24  | 17 de dezembro, 2003 |                                               |
| 10.3.3           | 7F44  | 15 de março, 2004    |                                               |
| 10.3.4           | 7H63  | 26 de maio, 2004     |                                               |
| 10.3.5           | 7M34  | 9 de agosto, 2004    |                                               |
| 10.3.6           | 7R28  | 5 de novembro, 2004  |                                               |
| 10.3.7           | 7S215 | 15 de dezembro, 2004 |                                               |
| 10.3.8           | 7U16  | 9 de fevereiro, 2005 |                                               |
| 10.3.9           | 7W98  | 15 de abril, 2005    | Atualizações do 10.3.8 Atualizações do 10.3.* |